# Fler
Fler, pravým jménem Patrick Losensky (* 3. dubna 1982 Berlín) je německý rapper. Používá i pseudonym Frank White.

## Život
Patrick vyrůstal bez otce v západním Berlíně. Ve škole kupil jeden problém za druhým, ať už v prospěchu či v chování. Jeho problémy se dostaly tak daleko, že se v patnácti letech dostal na psychiatrii. Během pobytu v léčebně se začal učit na malíře-dekoratéra. Fler sám sebe popisuje jako hyperaktivního. Kariéru rappera začal, protože se chtěl vyhrabat z dluhů a odprostit od policie[zdroj⁠?!].

## Kariéra

### 2002–2004
V říjnu 2002, se stal známým díky společné desce s rapperem Bushidem. Album se jmenovalo Carlo, Cokxxx, Nutten. Album vydali pod pseudonymy Sonny Black a Frank White. Většina písní z alba se točí kolem života v ghettu – drogy, prostituce, násilí a zbraně. "Carlo, Cokxxx, Nutten" je široce považováno za jeden z nejvlivnějších německých Hip Hopových alb.
V roce 2003 Fler hostoval v šesti tracích na Bushidově albu "Vom Bordstein bis zur Skyline", oba se upsali na label Aggro Berlín.
V roce 2004 vyšel Flerův debutový singl "Aggroberlina" umístil se na #59 německých singlů. V tomtéž roce odešel Bushido, po sporu, z labelu Aggro Berlín a založil vlastní label, Ersguterjunge. Fler dostal nabídku připojit se k němu, ale ten se rozhodl zůstat u Aggra.

### 2005–2006
Fler vydává 1. května 2005 své debutové album "Neue Deutsche Welle", první singl "NDW 2005" se stal okamžitě hitem. V roce 2006 vydává své druhé album "Trendsetter", prvním singlem se stal track "Papa ist zurück" a dosáhl 23. místa v hitparádě.

### 2007–2008
2. února 2007 vyšel Flerův mixtape "Airmax Muzik", na kterém byly disstracky a byla k němu natočena 2 videa na tracky "Was is Beef?" a "Das is los!". V dubnu 2007 měl jet Fler tour, ale pro nemoc ji zrušil. 25. ledna 2008 vydává Fler své třetí sólové album, které předcházel singl "Deutscha Bad Boy", ten se vyšplhal na 16. místo v hitparádě.

### 2008–2009
V roce 2008 také vydal společné album s rapperem Godsilla, které se jmenovalo "Südberlin Maskulin". Album se dostalo na 22. místo v žebříčku prodejnosti. Nejúspěšnějším singlem alba byl track "Ich bin ein Rapper". Dne 27. března vydává Fler čtvrté album s názvem "Fler". 1. dubna opouští label Aggro Berlin.
Bushido okamžitě kontaktoval Flera aby se usmířili, krátce na to vydali dvojsingl "Eine Chance/Zu Gangsta", který předcházel společné album "Carlo, Cokxxx, Nutten 2". Album vyšlo 28. srpna 2009.

### Od roku 2010
Fler vydává své páté album "Flersguterjunge", pilotní singl "Das alles ist Deutschland" feat. Bushido a Sebastian Krumbiegel vyšel 4. června. V říjnu 2010 vychází společné album Bushida, Kay Ona a Flera pod Názvem "Berlins Most Wanted", album se vyšplhalo na 2. místo žebříčku prodeje. 11. února 2011 vychází nový singl z připravovaného šestého alba "Airmax Muzik II", album vyšlo 8. dubna. Stejného roku, 16. září vydává Fler album "Im Bus Ganz Hinten".

## Kontroverze

### Útok na Flera
Dne 27. září 2007 poté, co byl hostem na MTV TRL, což je městská show, byl Fler napaden třemi muži vyzbrojenými noži. Jeden z jeho bodyguardů jej byl však schopen spolehlivě ochránit, zatímco Fler unikl zadním východem. O pár dní později Fler komentoval tento útok slovy: "Vždycky jsou tu lidi, kteří vás budou nesnášet. Byl to zbabělý útok, který neměl s rapem nic společného."

## Spory

### Eko Fresh
V roce 2004 vydává Eko Fresh disstrack na Kool Savase, ve kterém zmíní i Flera, Sida a Bushida.V prosinci tohoto roku vypustil Fler disstrack "Hollywoodtürke", ve kterém dissuje Eka, label Royal Bunker  a Bushida. V roce 2006 vydal Eko další disstrack s názvem "F.L.E.R.", Fler na něj reaguje na svém mixtapu "Airmax Muzik".

### Kollegah
Rok 2008: Fler a Kollegah začali soupeřit poté, co Kollegah řekl, že komerční dominance Aggro Berlin skončila, protože Kollegah plánoval vydat své album ve stejný den jako Fler a Godsilla. Kollegah poté vydal disstrack "Hero". 11. března 2009 vyšel sampler labelu Selfmade Records, na kterém byl disstrack "Westdeutschlands Kings" od Kollegaha a Farida Banga.13. března vydali Fler, Kitty Kat a Godsilla odpověď "Früher wart ihr Fans". 20. března odpovídá Kollegah trackem "Fanpost", Fler okamžitě reaguje skladbou "Schrei nach Liebe", která je založena na hitu skupiny Die Ärzte. 2. září 2016 vyšel disstrack od Kollegaha Fanpost 2.

### Sólo Alba
- 2005: Neue Deutsche Welle
- 2006: Trendsetter
- 2007: Airmax Muzik
- 2008: Fremd im eignen Land
- 2009: Fler
- 2010: Flersguterjunge
- 2011: Airmax Muzik II
- 2011: Im Bus Ganz Hinten
- 2012: Hinter Blauen Augen
- 2013: Blaues Blut
- 2014: Neue Deutsche Welle 2
- 2015: Keiner kommt klar mit Mir (aka Frank White)
- 2015: Weil die Strasse nicht vergisst (aka Frank White)
- 2015: Der Staat gegen Patrick Decker
- 2016: Bewährung Vorbei EP
- 2016. VIBE

### Společná Alba
- 2002: Carlo, Cokxxx, Nutten (s Bushido aka Sonny Black)
- 2007: Wir nehmen auch Euro (s DJ Sweap & DJ Pfund 500)
- 2008: Südberlin Maskulin (s Godsilla)
- 2009: Carlo, Cokxxx, Nutten 2 (s Bushido aka Sonny Black)
- 2010: Berlins Most Wanted (s Berlins Most Wanted)
- 2011: Identität Mixtape
- 2012: Südberlin Maskulin II (s Silla)